# Nord LB Open 1994
Il Nord LB Open 1994 è stato un torneo di tennis facente parte della categoria ATP Challenger Series nell'ambito dell'ATP Challenger Series 1994. Il torneo si è giocato a Braunschweig in Germania dal 20 al 28 giugno 1994 su campi in terra rossa.

## Vincitori

### Singolare
Gilbert Schaller ha battuto in finale  Javier Sánchez con il punteggio di 6–4, 3–6, 6–3

### Doppio
Horacio de la Peña /  Emilio Sánchez hanno battuto in finale  Gábor Köves /  László Markovits con il punteggio di 6–4, 7–6